# Alex Bruno de Souza Silva
Alex Bruno de Souza Silva, meglio noto come Alex Bruno (Queimados, 7 ottobre 1993), è un calciatore brasiliano, centrocampista dell'Hibernians.

## Palmarès

### Club

#### Competizioni nazionali
- Coppa di Malta: 1

Hibernians: 2024-2025